# Sakura Miyawaki
Sakura Miyawaki (宮脇 咲良?, Miyawaki Sakura; Kagoshima, 19 marzo 1998) è una cantante, modella e attrice giapponese.
Ex membro dei gruppi musicali HKT48, AKB48 e Iz*One, è dal 2022 membro de Le Sserafim
Indicata come una delle future stelle dell'AKB48 Group, è stata la prima componente originaria delle HKT48 ad aver occupato la posizione di center (colei che sta al centro del palco durante l'esecuzione del brano e della coreografia associata) in un singolo delle AKB48.

## Biografia
Sakura Miyawaki nasce a Kagoshima il 19 marzo 1998. Dopo aver frequentato la scuola di musica locale, muove i primi passi nel mondo dello spettacolo recitando nel musical The Lion King della Shiki Theatre Company. Nel 2010 prende parte al programma The Broadway Experience a New York, dove riceve per una settimana lezioni di canto, danza e recitazione.
Nel luglio 2011 entra a far parte del gruppo idol delle HKT48 (sister group delle AKB48 con sede a Fukuoka), con le quali debutta ufficialmente nel novembre successivo. Nel 2012 diventa la prima componente delle HKT48 a classificarsi nelle caratteristiche elezioni che il gruppo tiene annualmente, piazzandosi alla posizione numero 47. Successivamente viene selezionata per la prima volta per un singolo delle AKB48, Uza. Pur non venendo scelta per i successivi due singoli, ritorna nelle file delle AKB48 per il singolo Sayonara crawl, ottenendo inoltre il 26º posto nelle elezioni del 2013.
Nel 2014 viene trasferita dal Team H al Team KIV, del quale diviene in seguito vice-capitano. Nello stesso periodo entra a far parte del Team A delle AKB48, mantenendo comunque il suo ruolo nelle HKT48. Diventa center delle AKB48 per la prima volta in occasione del singolo Kibōteki refrain, insieme a Mayu Watanabe, e nelle elezioni di quell'anno si classifica in 11ª posizione. Diventa così l'unica componente originaria delle HKT48 ad aver occupato tale posizione in un singolo delle AKB48 (se si esclude Rino Sashihara, la quale ha iniziato la carriera nelle AKB48). Nel 2016 viene scelta nuovamente per questo ruolo, per il singolo Kimi wa melody. Con le HKT48 il suo primo singolo in qualità di center è 12byō, anche questa volta in concomitanza di un altro membro del gruppo, Haruka Kodama.
In qualità di attrice recita nel dorama Majisuka Gakuen e nella serie j-horror Crow's Blood, prodotta da Darren Lynn Bousman. Dal 5 aprile 2017 conduce inoltre un proprio programma radiofonico settimanale su Bay FM, dal titolo Kon'ya, Sakura no konoshita de.
Nel marzo 2018 inaugura un proprio canale YouTube, incentrato principalmente sul gaming. Poco dopo partecipa al talent show sudcoreano Produce 48, classificandosi seconda ed entrando a far parte del gruppo delle Iz*One, nel quale resta fino al suo scioglimento il 29 aprile 2021. Due mesi dopo lascia anche le HKT48. Il 2 maggio 2022 debutta nel quintetto K-pop Le Sserafim.

## Filmografia
- Ano hito no ano hi (あのひとあの日?) – film TV (2012)
- Himitsu (秘密?) – film TV (2013)
- Majisuka Gakuen 4 (マジすか学園4?) – dorama (2015)
- Majisuka Gakuen 5 (マジすか学園5?) – dorama (2015)
- AKB Horror Night: adrenaline no yoru (AKBホラーナイト アドレナリンの夜?) – dorama, episodio 5 (2015)
- Majisuka Gakuen 0 (マジすか学園0?) – film TV (2015)
- Crow's Blood – dorama (2016)
- AKB Love Night: koi kōjō (AKBラブナイト 恋工場?) – dorama, episodio 29 (2016)
- Doctor-Y: gekai Kaji Hideki (ドクターY〜外科医・加地秀樹〜?) – webserie (2016)
- Yūsha Yoshihiko to michibikareshi shichinin  (勇者ヨシヒコと導かれし七人?) – dorama, episodio 9 (2016)
- Kyabasuka Gakuen (キャバすか学園?) – dorama (2016-2017)
- Tofu Pro-Wrestling (豆腐プロレス?) – dorama (2017)
- Shangai Love Map – webserie, episodio 5 (2018)[25]